# Tigerblumen
Die Tigerblumen (Tigridia), auch Tigerlilien oder Pfauenlilien genannt, sind eine Pflanzengattung innerhalb der Familie der Schwertliliengewächse (Iridaceae). Die 45 bis 59 Arten sind in der Neotropis verbreitet.

## Beschreibung und Ökologie

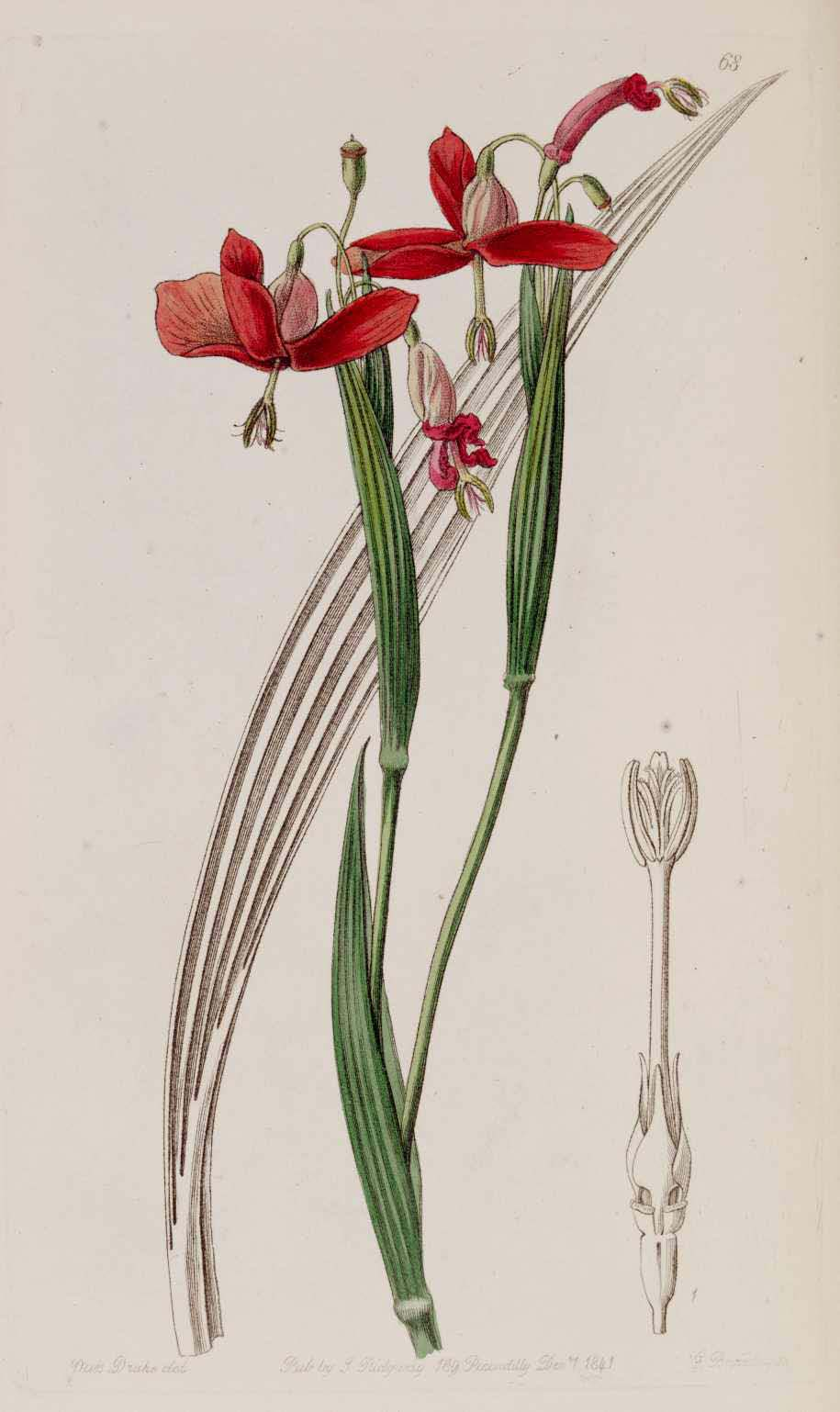
Illustration von Tigridia immaculata

Tigridia-Arten wachsen als ausdauernde, krautige Pflanzen. Als Überdauerungsorgane bilden sie Knollen mit einer Umhüllung („Tunika“). Mindestens die mittelamerikanischen Arten besitzen nur im Sommer Laubblätter. Die fächerig angeordneten, einfachen Laubblätter sind flach und parallelnervig. Der Blattrand ist glatt.
Die monochasialen Blütenstände sind Fächel (Rhipidium). Die zwittrigen Blüten sind radiärsymmetrisch und dreizählig. Es sind zwei Kreise mit je drei Blütenhüllblättern vorhanden; die des inneren Kreises sind kleiner. Die Farben der Blütenhüllblätter reichen von weiß über gelb bis orange- oder rosafarben; sie weisen oft Flecken auf (Trivialname!). Es ist nur ein Kreis mit drei fertilen Staubblättern vorhanden. Die Staubfäden sind auf ihrer ganzen Länge verwachsen. Drei Fruchtblätter sind zu einem unterständigen Fruchtknoten verwachsen. Es sind drei freie Griffel vorhanden. Die Arten, die früher in der Gattung Rigidella waren, werden von Kolibris bestäubt.
Die Pflanze bildet nach der Blüte dreifächerige Kapselfrüchte aus.
Die Chromosomenzahl beträgt 2n = 28.

## Systematik und Verbreitung
Die Gattung Tigridia wurde 1789 Antoine-Laurent de Jussieu in Genera Plantarum, S. 57. Typusart ist Tigridia pavonia (L. f.) DC.
Die Gattung Tigridia gehört zur Tribus Tigridieae in der Unterfamilie der Iridoideae innerhalb der Familie Iridaceae. Die Arten der früheren Gattungen Ainea Ravenna, Cardiostigma Baker, Colima, Fosteria Molseed, Rigidella Lindl., Sessilanthera Molseed & Cruden gehören heute zu Tigridia.
Weitere Synonyme für Tigridia Juss. sind: Beatonia Herb., Hydrotaenia Lindl., Pardinia Herb.
Tigridia-Arten sind nur in der Neotropis verbreitet. Sie kommen von Mexiko über Guatemala bis El Salvador und von Bolivien über Ecuador bis ins nördliche Chile und Peru vor. In Mexiko kommen etwa 36 Arten und sechs Unterarten vor, davon gibt es 29 Arten und die sechs Unterarten nur dort.

Tigridia hallbergii

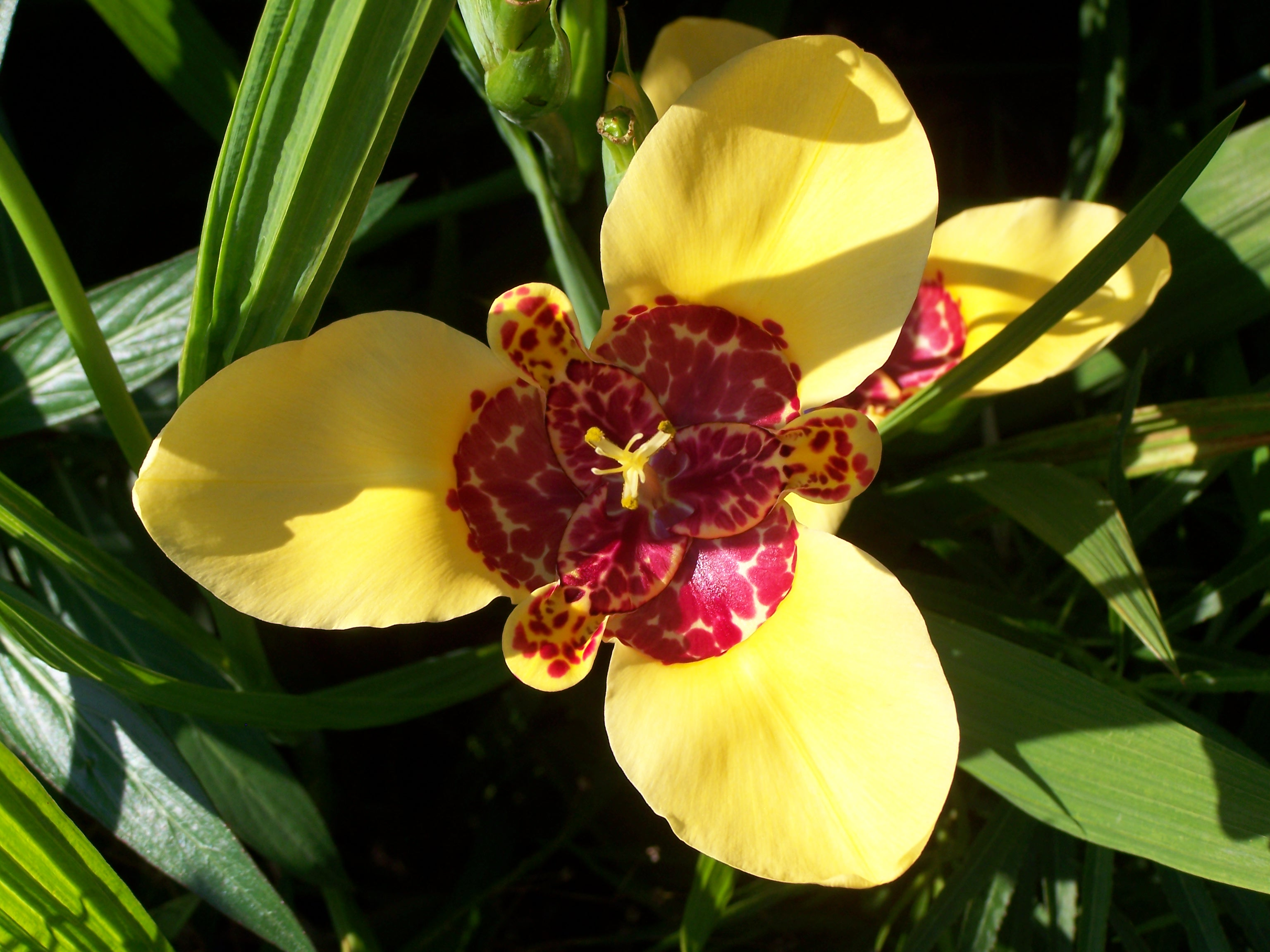
Die Sorte 'Canariensis’ der Echten Tigerblume (Tigridia pavonia)

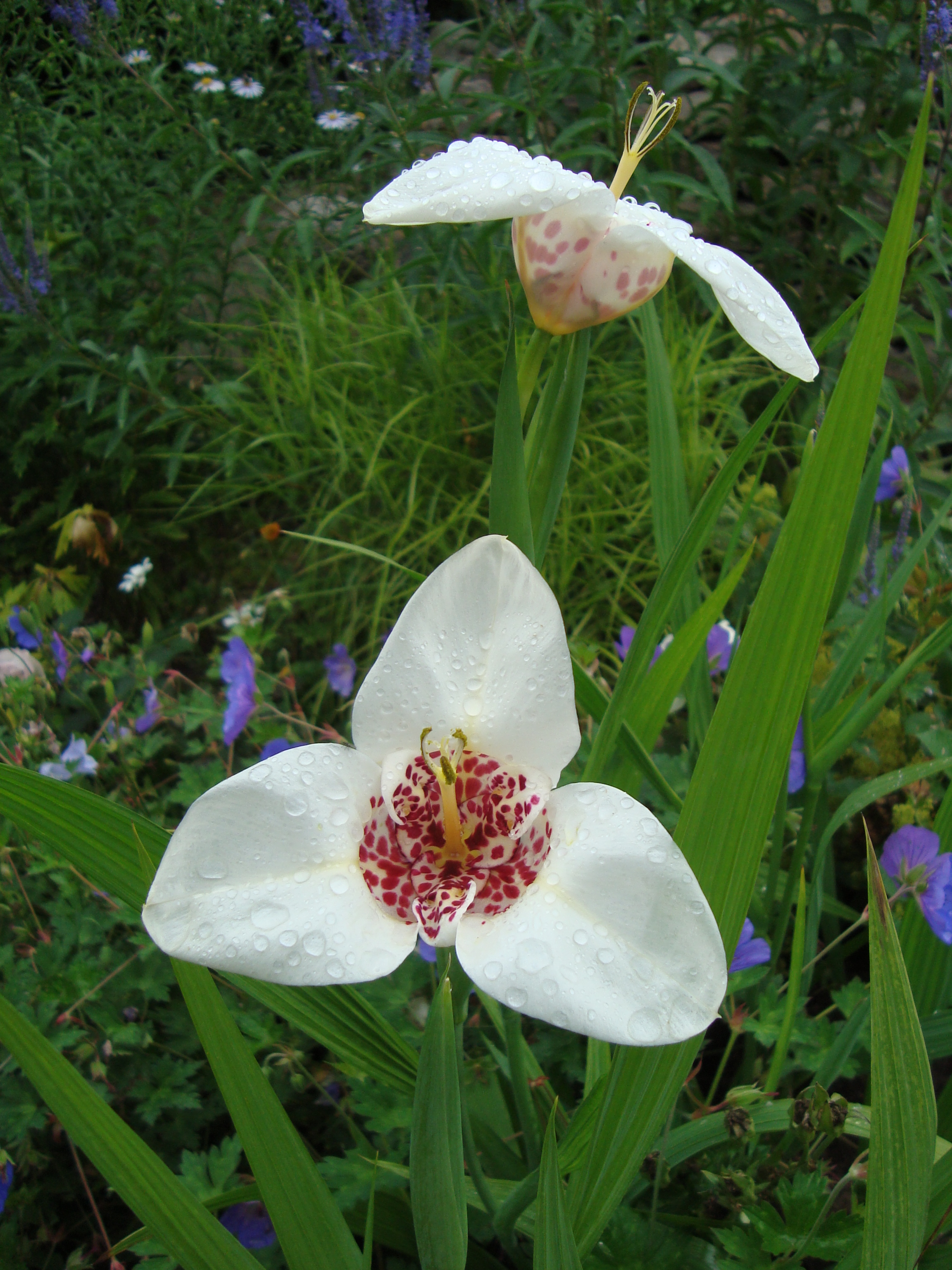
Die Sorte 'Alba Grandiflora' der Echten Tigerblume (Tigridia pavonia)

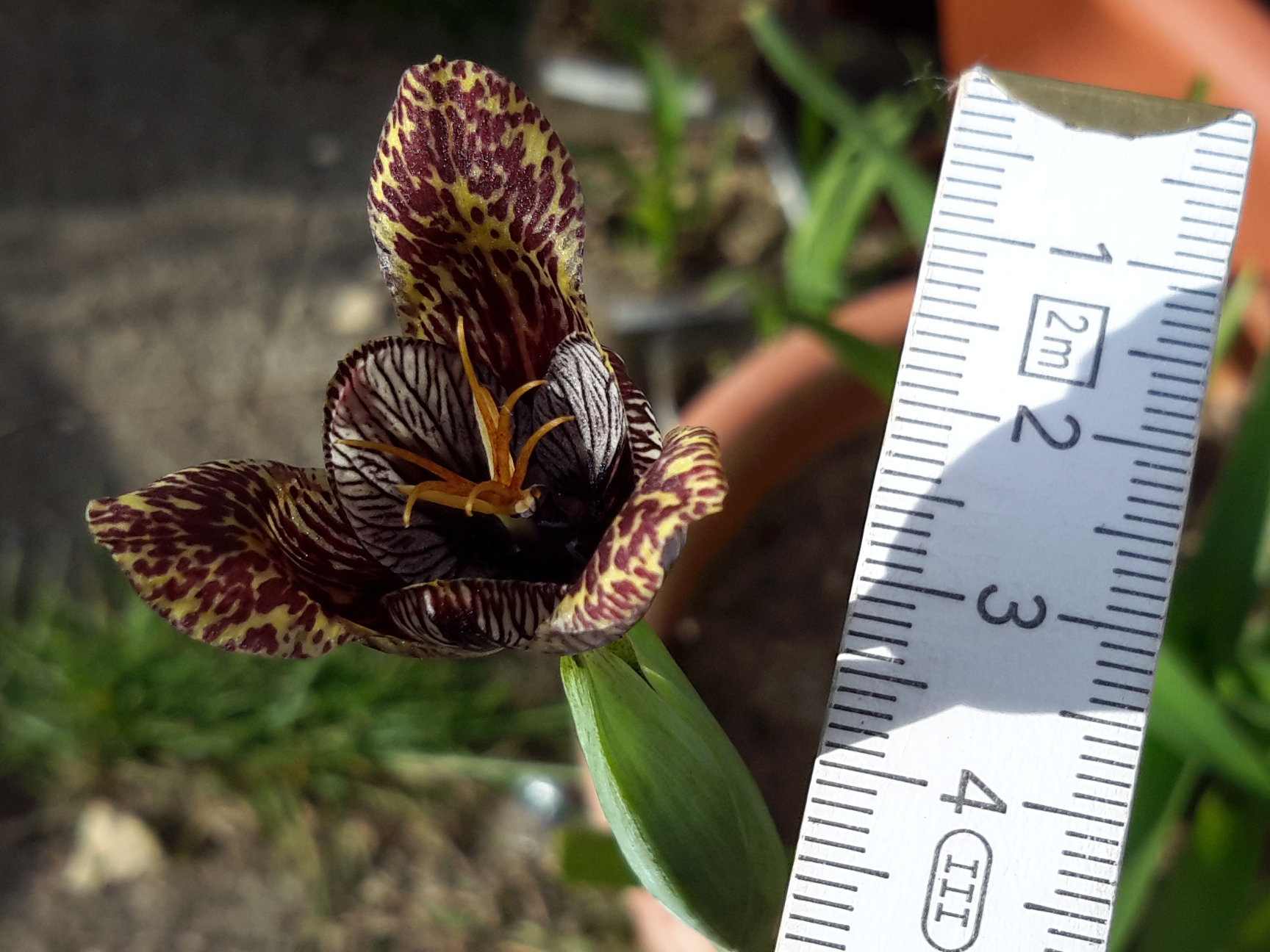
Tigridia vanhouttei

Es gibt etwa 45 bis 59 Tigridia-Arten:
- Tigridia albicans Ravenna: Sie kommt nur in der südlichsten peruanischen Region Tacna vor.[6][9]
- Tigridia alpestris Molseed: Es gibt zwei Unterarten:[6]
  - Tigridia alpestris Molseed subsp. alpestris: Sie ist im zentralen sowie nordöstlichen Mexiko verbreitet.[6]
  - Tigridia alpestris subsp. obtusa Molseed: Sie kommt nur im mexikanischen Bundesstaat Michoacán vor.[6]
- Tigridia amatlanensis Aarón Rodr. & García-Mend.: Sie wurde 2004 aus dem mexikanischen Bundesstaat Oaxaca erstbeschrieben.[6]
- Tigridia arequipensis Montesinos, A.Pauca & Revilla: Sie wurde 2016 aus Peru erstbeschrieben.[6]
- Tigridia augusta Drapiez: Sie ist in Mexiko verbreitet.[6]
- Tigridia bicolor Molseed: Sie ist im südwestlichen Mexiko verbreitet.[6]
- Tigridia catarinensis Cruden: Sie kommt nur im mexikanischen Bundesstaat San Luis Potosí vor.[6]
- Tigridia chiapensis Molseed ex Cruden: Sie kommt nur im mexikanischen Bundesstaat Chiapas vor.[6]
- Tigridia chrysantha Cruden & S.J.Walker ex McVaugh: Sie kommt nur im mexikanischen Bundesstaat Jalisco vor.[6]
- Tigridia citrina (Cruden) Goldblatt: Sie kommt in Mexiko vor.[6]
- Tigridia coerulea Goldblatt: Sie kommt in Mexiko vor.[6]
- Tigridia convoluta (Ravenna) Goldblatt: Sie ist im südwestlichen Mexiko verbreitet.[6]
- Tigridia conzattii (R.C.Foster) Goldblatt: Sie kommt nur im mexikanischen Bundesstaat Oaxaca vor.[6]
- Tigridia dugesii S.Watson: Sie ist in Mexiko verbreitet.[6]
- Tigridia durangensis Molseed ex Cruden: Sie kommt nur im mexikanischen Bundesstaat Durango vor.[6]
- Tigridia ehrenbergii (Schltdl.) Molseed: Es gibt zwei Unterarten:[6]
  - Tigridia ehrenbergii (Schltdl.) Molseed subsp. ehrenbergii: Sie ist in Mexiko verbreitet.[6]
  - Tigridia ehrenbergii subsp. flaviglandifera Cruden: Sie kommt nur im mexikanischen Bundesstaat San Luis Potosí vor.[6]
- Tigridia estelae López-Ferr. & Espejo: Sie kommt nur im mexikanischen Bundesstaat Durango vor.[6]
- Tigridia flammea (Lindl.) Ravenna: Sie kommt nur im südlichen Teil des mexikanischen Bundesstaates Michoacán vor.[6]
- Tigridia fosteri Goldblatt: Sie kommt in Mexiko vor.[6]
- Tigridia galanthoides Molseed: Sie ist in Mexiko verbreitet.[6]
- Tigridia gracielae Aarón Rodr. & Ortiz-Cat.: Dieser 2003 erstbeschriebene Endemit ist nur von seiner Typuslokalität im mexikanischen Bundesstaat México bekannt. Er gedeiht in der schattigen Krautschicht von Tannen- und Kiefernwäldern in einer Höhenlage nahe 3000 Metern. Der lehmähnliche Boden ist schwarz und reich an organischem Material. Die Population aus vielen verstreut liegen Exemplaren.[7][6]
- Tigridia hallbergii Molseed: Es gibt zwei Unterarten:[6]
  - Tigridia hallbergii Molseed subsp. hallbergii: Sie ist vom südlichen Mexiko bis Guatemala verbreitet.[6]
  - Tigridia hallbergii subsp. lloydii Cruden: Sie ist im zentralen Mexiko verbreitet.[6]
- Tigridia heliantha (Ravenna) Goldblatt: Sie kommt im zentralen und im südlichen Mexiko vor.[6]
- Tigridia hintonii Molseed: Sie kommt nur im mexikanischen Bundesstaat Guerrero vor.[6]
- Tigridia huajuapanensis Molseed ex Cruden: Sie ist in Mexiko verbreitet.[6]
- Tigridia huyanae (J.F.Macbr.) Ravenna: Sie kommt nur in der peruanischen Region Lima vor.[6][9]
- Tigridia illecebrosa Cruden: Sie ist in Mexiko verbreitet.[6]
- Tigridia immaculata (Herb.) Ravenna: Sie ist von den mexikanischen Bundesstaaten Oaxaca sowie Chiapas bis Guatemala verbreitet.[6]
- Tigridia inusitata (Cruden) Ravenna: Sie kommt nur im mexikanischen Bundesstaat Guerrero vor.[6]
- Tigridia latifolia (Weath.) Goldblatt: Sie kommt vom mexikanischen Bundesstaat Guerrero bis Guatemala vor.[6]
- Tigridia longispatha (Herb.) Goldblatt: Sie kommt im zentralen und im südwestlichen Mexiko vor.[6]
- Tigridia mariaetrinitatis Espejo & López-Ferr.: Sie kommt nur im mexikanischen Bundesstaat Oaxaca vor.[6]
- Tigridia martinezii Calderón: Sie kommt nur im mexikanischen Bundesstaat Hidalgo vor.[6]
- Tigridia matudae Molseed: Sie ist im zentralen Mexiko verbreitet.[6]
- Tigridia meleagris (Lindl.) G.Nicholson (Syn.: Tigridia lobata (Herb.) J.F.Macbr., Tigridia versicolor (S.Watson) Ravenna, Hydrotaenia meleagris Lindl., Hydrotaenia lobata Herb., Nemastylis triflora Herb., Nemastylis versicolor S.Watson, Nemastylis brunnea S.Watson, Chlamydostylus cernuus Baker, Chlamydostylus triflorus (Herb.) Baker, Eustylis triflora (Herb.) Ravenna): Sie ist von Mexiko bis Guatemala verbreitet.[6]
- Tigridia mexicana Molseed: Es gibt drei Unterarten:[6]
  - Tigridia mexicana subsp. lilacina Molseed: Sie kommt im mexikanischen Bundesstaat Jalisco vor.[6]
  - Tigridia mexicana Molseed subsp. mexicana: Sie kommt im zentralen und südwestlichen Mexiko vor.[6]
  - Tigridia mexicana subsp. passiflora Molseed: Sie kommt in den mexikanischen Bundesstaaten Nayarit und Jalisco vor.[6]
- Tigridia minuta Ravenna: Sie kommt in den peruanischen Regionen Apurímac sowie Ayacucho vor.[6][9]
- Tigridia molseediana Ravenna: Sie kommt im mexikanischen Bundesstaat Oaxaca und in Guatemala vor.[6]
- Tigridia mortonii Molseed: Sie kommt im zentralen Mexiko vor.[6]
- Tigridia multiflora (Baker) Ravenna: Sie kommt in Mexiko vor.[6]
- Tigridia oaxacana (Molseed) Goldblatt: Sie kommt im mexikanischen Bundesstaat Oaxaca vor.[6]
- Tigridia orthantha (Lem.) Ravenna: Sie kommt in Guatemala und in den mexikanischen Bundesstaaten Oaxaca und Chiapas vor.[6]
- Echte Tigerblume (Tigridia pavonia (L. f.) DC., Syn.: Ferraria pavonia L. f., Moraea pavonia (L.f.) Thunb., Vieusseuxia pavonia (L. f.) DC., Tigridia grandiflora Salisb. nom. superfl., Moraea tigridia (Sims) Baker, Sisyrinchium grandiflorum Cav., Moraea grandiflora (Cav.) Pers., Tigridia conchiflora Sweet, Tigridia oxypetala R.Morris, Tigridia speciosa Poit., Tigridia pavonia var. conchiflora (Sweet) Baker, Tigridia lutea Link, Klotzsch & Otto, Beatonia lutea (Link, Klotzsch & Otto) Klatt, Beatonia grandiflora (Cav.) Klatt, Tigridia pringlei S.Watson, Tigridia grandiflora (Cav.) Diels nom. illeg.): Sie ist von Mexiko bis Honduras verbreitet.[6][9]
- Tigridia pearcei (Baker) Ravenna: Sie kommt nur in der peruanischen Region Huánuco vor.[6][9]
- Tigridia philippiana I.M.Johnst.: Sie kommt in den chilenischen Provinzen Antofagasta und Tarapacá vor.[6]
- Tigridia potosina López-Ferr. & Espejo: Die 2002 erstbeschriebene Art kommt im mexikanischen Bundesstaat San Luis Potosí vor.[6]
- Tigridia pugana Aarón Rodr. & Ortiz-Cat.: Die 2006 erstbeschriebene Art kommt im mexikanischen Bundesstaat Jalisco vor.[6]
- Tigridia pulchella B.L.Rob.: Sie kommt in den mexikanischen Bundesstaaten Jalisco und Michoacán vor.[6]
- Tigridia purpusii Molseed: Sie kommt im mexikanischen Bundesstaat Puebla vor.[6]
- Tigridia purruchucana (Herb.) Ravenna: Sie kommt nur in der peruanischen Region Lima vor.[6][9]
- Tigridia raimondii Ravenna: Sie kommt nur in der peruanischen Region Arequipa vor.[6][9]
- Tigridia rzedowskiana Aarón Rodr. & Ortiz-Cat.: Sie kommt nur im Nordwesten des mexikanischen Bundesstaates Querétaro vor.[6]
- Tigridia seleriana (Loes.) Ravenna: Sie kommt von Guatemala bis zu den mexikanischen Bundesstaaten Oaxaca und Chiapas vor.[6]
- Tigridia suarezii Aarón Rodr. & Ortiz-Cat.: Die 2005 erstbeschriebene Art kommt im mexikanischen Bundesstaat Jalisco vor.[6]
- Tigridia tepoxtlana Ravenna: Sie kommt im mexikanischen Bundesstaat Morelos vor.[6]
- Tigridia tuitensis (Aarón Rodr. & Ortiz-Cat.) Goldblatt: Sie kommt im mexikanischen Bundesstaat Jalisco vor.[6]
- Tigridia vanhouttei (Baker) Espejo & López-Ferr.: Es gibt zwei Unterarten:[6]
  - Tigridia vanhouttei subsp. roldanii Molseed: Sie kommt im mexikanischen Bundesstaat Hidalgo vor.[6]
  - Tigridia vanhouttei (Baker) Espejo & López-Ferr. subsp. van-houttei: Sie kommt im nordöstlichen und im zentralen Mexiko vor.[6]
- Tigridia venusta Cruden: Sie kommt im Nordosten des mexikanischen Bundesstaats Michoacán vor.[6]
- Tigridia violacea Schiede ex Schltdl.: Sie kommt im zentralen und im südwestlichen Mexiko vor.[6]

## Verwendung
Sorten der Echten Tigerblume (Tigridia pavonia) werden als Zierpflanzen verwendet. Die Knollen dieser Art werden gegart gegessen und schmecken dann wie Süßkartoffeln. Roh schmeckt sie nicht.